# آبرت
آبِرِتَ نام یکی از طبقات هفت‌گانهٔ پیشوایان و چنانکه از نامش برمی‌آید، خدمت آب در آئین یزشنه به او محول شده است و مانند سروشاورز در هنگام یزشنه، جایی برای او در یزشنگاه معین نشده، زیرا وظایف او رفتن و آوردن چیزی و به جای خود گذاردن است. آبرت دارای چهارمین رتبه در مراسم موبدی است.